# Thomas Edge
Thomas Edge (Blackburn, 1587 – Londra, 29 dicembre 1624) è stato un esploratore e mercante inglese.
Valente esploratore del XVII secolo, l'isola di Edgeøya (originariamente Edge Island, scoperta da balenieri inglesi nel 1616) prese da lui il nome. Egli diede il nome anche alla punta orientale del fiordo di Recherche, ma oggi essa è nota col nome di Lægerneset.

## Le esplorazioni 1609–1622
Nel 1609 Edge era in servizio sulla nave Paul in un viaggio di pesca verso l'Isola degli Orsi. Nel 1610 nuovamente fece tappa all'isola come comandante della Lioness.
Nel 1611, Edge ottenne il comando di due navi, la Mary Margaret di 150 tonnellate di carico e la Elizabeth di 60 tonnellate, con Jonas Poole come timoniere, intraprendendo una spedizione baleniera all'arcipelago di Spitsbergen. Edge, nella sua opera A Brief Discovery of the Northern Discoveries, contenuta in Purchas His Pilgrimes (1625), disse che la sua nave lasciò il porto di Blackwall per Spitsbergen il 20 aprile e giunsero sul posto il 20 maggio.
Il 12 giugno, riportò la cattura di una prima balena da parte di un cacciatore basco di quelli reclutati presso il villaggio francese di Saint-Jean-de-Luz, iniziando subito la lavorazione e ricavandone "dodici tonnellate di olio [di balena], il primo olio ad essere mai prodotto in Groenlandia." Cacciando trichechi nei pressi di English Bay (Engelskbukta) il 28 o 29 giugno, del ghiaccio pose la nave alla fonda. Steven Bennet, comandante della Mary Margaret, assieme ad altri dieci uomini si trovava al momento altrove, e la nave a poco a poco a causa della lastra di ghiaccio che spingeva contro la carena si trovò arenata. Con la perdita della nave, Edge ordinò di mettere in mare le scialuppe e gli uomini (quasi cinquanta in totale) lasciarono Forlandsundet il 15 luglio e salparono verso sud.
Una delle scialuppe approdò a Horn Sound dove incontrò la nave Hopewell, di Hull, al comando di Thomas Marmaduke, il quale con la promessa di 1500 sterline, venne convinto ad occuparsi del recupero della Mary Margaret, permettendo così all'equipaggio della nave di recuperare i propri beni, necessari anche per proseguire la caccia ai trichechi.
Il 29 luglio, dopo aver navigato per due settimane, le tre barche approdarono a sud dell'Isola degli Orsi. Edge inviò tre uomini a controllare che Poole e la Elizabeth fossero a nord dell'isola e difatti riuscirono a trovarli. Poole salpò verso sud, recuperò il resto della ciurma, e salpò per Forlandsundet. Edge riportò l'arrivo a Forlandsundet il 14 agosto, dove si incontrarono con Marmaduke. Nel tentativo di trasferire i beni dalla Mary Margaret alla Elizabeth, la prima nave si ribaltò e pertanto il resto dell'equipaggio dovette essere caricato sulla Hopewell. Giunsero al porto di Hull il 6 settembre dove Edge, via mare, trasportò i beni a Londra.
Nel 1612, Edge salpò ancora una volta verso lo Spitsbergen come capitano della Sea Horse. Dal 1613 al 1619 Edge prestò servizio anche come comandante o vicecomandante di una baleniera inglese, trascorrendo più stagioni ancorato a Bell Sound (Bellsund), la principale area di pesca inglese, dovendo spesso confrontarsi con altri balenieri stranieri venuti da fuori. Ad esempio nel 1615 diverse navi militari danesi, comandate da Gabriel Kruse, tentarono di forzarlo a pagare una tassa per la pesca nell'area dal momento che la Danimarca pretendeva che tale territorio fosse da ascrivere ai propri possedimenti, ma egli coraggiosamente si rifiutò. Nel 1617 partì con una baleniera da Vlissingen. Nel 1620, per coprire i propri debiti, la Muscovy Company, cedette il diritto di pesca alla balena a quattro membri della compagnia, uno dei quali era Edge. Nel 1621 e nel 1622 Edge ed la sua ciurma partirono nuovamente alla volta dello Spitsbergen.

## Gli ultimi anni
I 31 gennaio 1614, Edge sposò Bridget Poyntell, figlia di Richard Poyntell, della parrocchia di St. Botolph, Billingsgate, nella chiesa londinese di St. Martin-in-the-Fields. Nel novembre del 1623 Edge, ora a Londra, acquistò il Maniero di Bulsnape, nella parrocchia di Kirkham, nel Lancashire. Nell'agosto del 1624 acquistò anche il maniero di Little Hoole, a Lancaster.
Edge morì il 29 dicembre 1624. Venne sopravvissuto dalla moglie e dai suoi quattro figli, due maschi (Richard e George) e due femmine (Bridget e Ellen).